# 大田操車場
大田操車場（テジョンそうしゃじょう）または大田操車場駅（テジョンそうしゃじょうえき、テジョンジョチャジャンえき）は、大韓民国大田広域市大徳区邑内洞にある、韓国鉄道公社（KORAIL）の操車場。
京釜線と湖南線の分岐点であるほか、湖南線から京釜高速線への連絡線（西大田経由のKTXが通過）がある。湖南線は正式には当操車場が起点であるが、旅客列車は停車せず京釜線に直通する。
2015年8月1日の京釜高速線3期区間開業により、京釜高速線の大田操車場は戸籍上削除されたが、湖南線への分岐は現在も同一地点にある。

## 構造
操車場のため旅客用ホームは存在しない。

## 駅周辺
- 大禾産業団地
- 韓南大学校（朝鮮語版）
- 東部総合物流センター
- 大韓通運（朝鮮語版）物流センター
- 大田中央病院
- 大田ハニル病院
- 中里中学校
- 中里初等学校
- 中原初等学校
- 懐徳初等学校

## 歴史
- 1978年1月10日 - 開業。当時の大田線と同時に開業した。
- 1993年8月7日 - 大田エキスポ開幕に応じて構内にエキスポ駅（朝鮮語：엑스포역）を設置し、旅客営業開始。
- 1993年11月8日 - 大田エキスポ閉幕（11月7日）により、エキスポ駅を廃止し旅客営業中止。
- 2002年 - 大田駅構内にあった大田車両事務所を移動。
- 2004年4月1日 - 西大田 - 当操車場間が大田線から湖南線に線名変更。京釜線と湖南線の分岐点となる。大田線は西大田 - 大田（旧・湖南線）の線名となる。

## 隣の駅
韓国鉄道公社　
京釜本線（全列車通過）
懐徳駅 - 大田操車場 - 大田駅
湖南本線（全列車通過）
大田操車場 - 西大田駅